# Éridan (constellation)
Eridanus
Pour les articles homonymes, voir Éridan.
Éridan est une constellation de l'hémisphère sud, située aux abords d'Orion, du Taureau et de l'Hydre mâle. C'est la sixième constellation du ciel par sa taille (1 138 degrés carrés), elle contient 300 étoiles — dont trois de magnitude inférieure à 3 — principalement disposées selon une longue ligne sinueuse, à la manière d'une rivière.
Par sa taille, c'est à la fois une constellation équatoriale et circumpolaire de l'hémisphère sud.

## Histoire

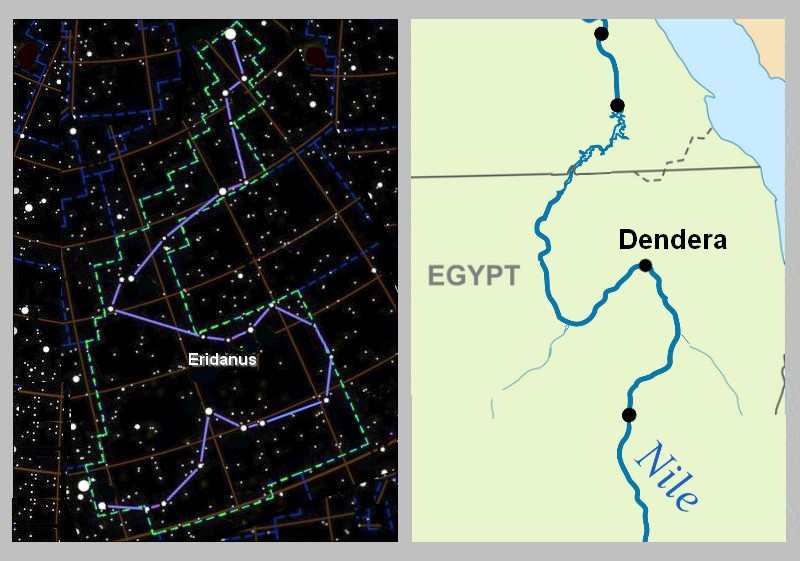
Vue aérienne de la partie du Nil au-dessus de Dendérah en Égypte.

Cette constellation de l'hémisphère austral doit son nom à un fleuve de la mythologie grecque. On dit parfois qu'il s'agirait du Pô ou du Rhône mais certains Grecs, dont Diodore et Théon d'Alexandrie, assurent que le nom d’Éridan remplaça le nom du Nil, Ératosthène dit même qu'Aratus appelle Éridan le fleuve d'Orion.
Elle fut répertoriée pour la première fois par Ptolémée, mais c'est William Herschel qui la catalogua en 1783. Elle se terminait jadis à Acamar.
L'histoire raconte que le fils du dieu Soleil « Phaéton » était tombé dans ce fleuve et depuis celui-ci en porte le nom. Les Héliades, sœurs de Phaéton, firent éclater leurs douleurs et furent changées en Peupliers.

## Observation des étoiles

Visibilité nocturne de la constellation. Partie boréale.

Visibilité nocturne de la constellation. Partie australe.

Éridan n'est guère visible, et est assez difficile à tracer. Ses deux étoiles principales en marquent les deux extrémités :
- β Eri (Cursa) se situe aux pieds d'Orion, dans la zone équatoriale ;
- Achernar (α Eridani) est isolée et très brillante, dans la zone australe pratiquement polaire. Isolée et brillante, c'est un repère important d'alignements dans l'hémisphère Sud, mais qui ne peut pas être identifié par la forme locale des constellations, ni par ses alignements.

### Forme de la constellation
β Eri (Cursa) se situe à ~4° au nord de Rigel, le pied Ouest de Orion. Partant de β Eri (Cursa), la rivière coule sensiblement vers l'Ouest, dans une zone où on remarque surtout γ Eri (Zaurac), l'étoile brillante (mag 3) à une vingtaine de degrés OSO de Rigel. À partir de Zaurac, la rivière fait encore une vaste boucle jusqu'à la limite de la Baleine, une vingtaine de degrés plus à l'ouest, puis revient vers l'Est le long d'une vaste chaîne formée par τ1 à τ9 Eri. Toute la zone comprise dans cette boucle nord appartient à la constellation.
La suite de la constellation part de ν1 et ν2 Eri, une petite paire d'étoiles sensiblement dans l'alignement SO entre Rigel et les oreilles du Lièvre aux pieds d'Orion. Dans le même alignement, on trouve un peu plus loin ν3 et ν4 Eri, autre petite paire orientée sensiblement ouest-est. En continuant vers le SO, on tombe sur un très faible petit triangle, formé par f (sud) g (nord) et h (ouest) Eri. Ce triangle (qui se situe à la limite du Fourneau, plus à l'Ouest) marque la limite entre la zone nord et la zone sud de la constellation.
À partir de cette limite, la rivière coule sensiblement vers le sud-ouest, jusqu'à Achernar, en se faufilant entre les constellations voisines généralement faibles : le Fourneau à l'ouest, dans son dernier méandre, puis le Phénix beaucoup plus visible ; côté Est le Burin, et l'Horloge.

### Alignements à longue distance
Achernar est un pôle important dans les alignements célestes, d'où partent de très nombreux alignements.

## Étoiles principales

### Achernar (αEridani)
Achernar (α Eridani), de magnitude apparente 0,46, est la 8e étoile la plus brillante de la voûte céleste. Son nom provient d'une phrase arabe signifiant l'embouchure de la rivière, ce qui la caractérise parfaitement car elle clôt l'extrémité sud de la constellation. En conséquence, elle n'est jamais visible au-delà de 30° de latitude nord et n'est jamais mieux vue qu'à partir des tropiques.
Distante de 144 années-lumière, Achernar est une étoile très chaude (dont la température de surface est proche de 20 000 K), environ 7 fois plus grande que le Soleil.
D'après des observations du VLT (Very Large Telescope), il semblerait que du fait de sa rotation très rapide (elle tourne à 225 km/s à l'équateur), cette étoile soit un ellipsoïde dont l'axe équatorial est d'environ 50 % plus grand que l'axe polaire.

### Acamar (θEridani)
Acamar (θ Eridani) marquait à l'origine la fin de la constellation et son nom dérive, comme celui d'Achernar, d'une phrase arabe signifiant la fin de la rivière. Elle portait d'ailleurs le nom d'Achernar au Moyen Âge.
C'est une étoile double : θ1 Eridani est une géante bleue, θ² Eridani est une naine bleue.

### Autres étoiles
Zaurak (γ Eridani) est une géante rouge dont l'éclat réel vaut 300 fois celui du Soleil (magnitude absolue : -1,19). Sa distance de 220 années-lumière lui confère une magnitude apparente de 2,97.
Rana (δ Eridani), un peu plus froide que notre étoile mais 2,7 fois plus brillante qu'elle, est située à 29,4 années-lumière. Magnitude apparente : 3,70 ; magnitude absolue 3,74.
Du fait de la taille de la constellation, beaucoup d'autres de ses étoiles portent un nom propre : Cursa (β Eridani), Zibal (ζ Eridani), Beid (ο1 Eridani) et Keid (ο² Eridani), Angetenar (τ² Eridani), Theemin (υ² Eridani), Sceptrum (53 Eridani) et Azha (η Eridani).
ε Eridani est la 10e étoile la plus proche du système solaire et ressemble beaucoup au Soleil. Elle possède au moins une planète : ε Eridani b.

## Objets célestes
La constellation de l'Éridan offre la particularité de présenter une zone vide de toute galaxie sur un milliard d'années-lumière, ce qui en fait le plus grand « vide » connu dans l'univers.
La constellation de l'Éridan renferme la nébuleuse planétaire NGC 1535 (aussi appelée nébuleuse de l'œil de Cléopâtre, distante de 2 200 années-lumière et de magnitude apparente 9,60) et la nébuleuse NGC 1909.
Les galaxies NGC 1232, NGC 1234, NGC 1291 et la galaxie spirale barrée NGC 1300, de type SBc, vue de 3/4 et de magnitude 10,8.
Une région du fond diffus cosmologique située dans la direction de cette constellation présente une fluctuation de température importante dans le contexte du modèle standard de la cosmologie. Elle est appelée point froid. Il pourrait s'agir d'une région relativement peu dense en galaxies.